# Жозефіна Бельгійська
Жозефі́на Каролі́на Марі́я Альберті́на Бельгі́йська (нім. Joséphine Caroline Marie Albertine von Belgien), (нар. 18 жовтня 1872 — пом. 6 січня 1958) — бельгійська принцеса з Саксен-Кобург-Готської династії, донька графа Фландрського Філіпа та принцеси Гогенцоллерна-Зігмарінгена Марії Луїзи, дружина принца Гогенцоллерна-Зігмарінгена Карла Антона.

## Біографія
Жозефіна народилась 18 жовтня 1872 року в Брюсселі. Вона стала четвертою дитиною та третьою донькою в родині графа Фландрського Філіпа, спадкоємця бельгійського престолу, та його дружини Марії Луїзи Гогенцоллерн-Зігмарінген. Дівчинка мала старшого брата Бодуена та сестру Генрієтту. Ще одна сестра померла до її народження. За три роки сім'я поповнилася молодшим сином Альбертом.
У 1891 році її старший брат Бодуен помер від пневмонії.
У віці 21 року вона вийшла заміж за свого кузена Карла Антона Гогенцоллерна-Зігмарінгена (згодом — просто Гогенцоллерна). Весілля відбулося у Королівському палаці Брюсселя 28 травня 1894 року. Вінчання у замковій каплиці провів архієпископ Малину Петрус-Ламбертус Госсенс. Після церемонії молодята вийшли на балкон, щоб привітати натовп. Того ж дня з Люксембурзького вокзалу вони відбули до Швейцарії.
Їхній шлюб описували як дуже щасливий. У подружжя народилося четверо дітей. У 1909 році брат Генрієтти Альберт став королем Бельгії. Того ж року чоловік придбав замок Бург Намеді поблизу Андернаха в Німеччині, що став резиденцією подружжя. Під час Першої світової Жозефіна зробила у ньому лікарню.
Карл Антон, який повернувся з війни у 1918 році, знайшов його зайнятим американськими солдатами, які дуже неповажно ставилися до його особи та інвентарю. Його здоров'я було підірване службою на декількох фронтах, і наприкінці лютого 1919 принца не стало.
За 16 років після цього, 6 серпня 1935, Жозефіна вступила в монастир сестер-бенедиктинок у Намюрі під іменем Марія-Жозефіна. Там вона і померла 6 січня 1958, переживши всіх своїх братів та сестер. Похована у монастирі сестер Пресвятої Діви Марії в Намюрі.

## Нагороди
- Орден Луїзи (Королівство Пруссія).

## Родина

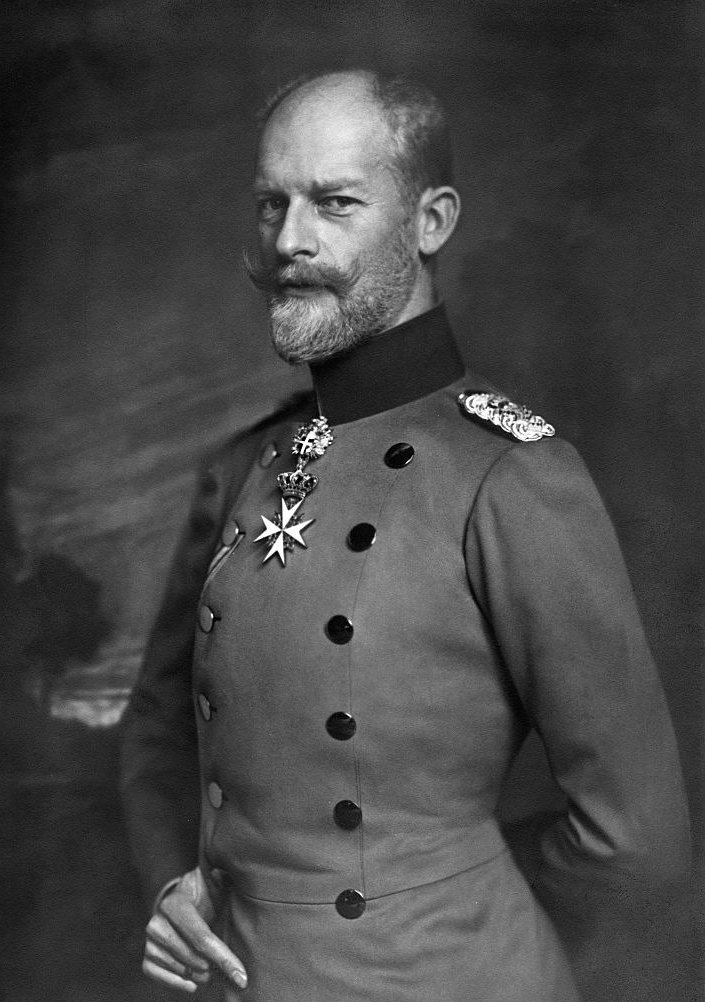
Карл Антон Гогенцоллерн

Чоловік— Карл Антон Гогенцоллерн
Діти:
- Стефані (1895—1975) — дружина графа Фуґера фон Ґлота Йозефа Ернста, дітей не мала;
- Марія-Антуанетта (1896—1965) — дружина барона Вальдгріза та Лібенаха Егона, мала четверо дітей;
- Альбрехт (1898—1977) — скрипаль та композитор, був одруженим з Ілзе Марго фон Фріденбург, мав п'ятеро дітей;
- Генрієтта (29 вересня—3 жовтня 1907) — прожила лише чотири дні.